# 1632 Зібеме
1632 Зібеме (1632 Sieböhme) — астероїд головного поясу, відкритий 26 лютого 1941 року.
Тіссеранів параметр щодо Юпітера — 3,368.